# Ja, vi elsker dette landet
Ja, vi elsker dette landet ('Ja, wij houden van dit land') is het volkslied van Noorwegen.
De tekst dateert uit de periode 1859-1868 en is geschreven door Bjørnstjerne Bjørnson (1832-1910). De muziek werd door zijn neef Rikard Nordraak (1842-1866) gecomponeerd in 1864. Op 17 mei van dat jaar werd het voor het eerst gezongen ter gelegenheid van de 50e verjaardag van de Noorse Grondwet. Op die dag zongen de drie belangrijkste koren van Noorwegen onder leiding van Johan Diederich Behrens het lied; er stonden ongeveer 200 zangers.
Bjørnson schreef zijn gedicht in de aangepaste versie van het Deens die toen in Noorwegen als schrijftaal gebruikt werd. Doorgaans worden alleen de eerste en de laatste twee strofen gezongen in een naar het Bokmål gemoderniseerde versie.

## Inhoud
Het lied draagt de sporen van de Noorse nationale romantiek waarin Bjørnson en Nordraak een belangrijke rol speelden. Het beschrijft de facto de geschiedenis van Noorwegen in een notendop, maar dan ingekleed met emotioneel-nationalistische gevoelswaarden. Samengevat beschrijft het lied vanaf de tweede strofe het woelige verleden van het land met de kerstening, oorlogen en zwarte periodes. Er wordt steeds gezegd dat men het eerst slecht zou stellen, maar dat men uiteindelijk toch dapper de problemen overwint. Pas de voorlaatste strofe neemt de vreugde de overhand en werpt men alle slechtheden van zich af: eindelijk is er vrijheid en democratie (zie referenties voor verdere kanttekeningen).

## Oorspronkelijke tekst
Noors:
1
Ja, vi elsker dette landet,
som det stiger frem,
furet, værbitt over vannet,
med de tusen hjem.
Elsker, elsker det og tenker
På vår far og mor
Og den saganatt som senker
Drømme på vår jord.
Og den saganatt som senker,
Senker drømme på vår jord.
2
Dette landet Harald berget
med sin kjemperad,
dette landet Håkon verget
medens Øyvind kvad;
Olav på det landet malte
korset med sitt blod,
fra dets høye Sverre talte
Roma midt imot.
3
Bønder sine økser brynte
hvor en hær dro frem,
Tordenskiold langs kysten lynte,
så den lystes hjem.
Kvinner selv stod opp og strede
som de vare menn;
andre kunne bare grede,
men det kom igjen!
4
Visstnok var vi ikke mange,
men vi strakk dog til,
da vi prøvdes noen gange,
og det stod på spill;
ti vi heller landet brente
enn det kom til fall;
husker bare hva som hendte
ned på Fredrikshald!
5
Hårde tider har vi døyet,
ble til sist forstøtt;
men i verste nød blåøyet
frihet ble oss født.
Det gav faderkraft å bære
hungersnød og krig,
det gav døden selv sin ære -
og det gav forlik.
6
Fienden sitt våpen kastet,
opp visiret for,
vi med undren mot ham hastet,
ti han var vår bror.
Drevne frem på stand av skammen
gikk vi søderpå;
nu vi står tre brødre sammen,
og skal sådan stå!
7
Norske mann i hus og hytte,
takk din store Gud!
Landet ville han beskytte,
skjønt det mørkt så ut.
Alt hva fedrene har kjempet,
mødrene har grett,
har den Herre stille lempet
så vi vant vår rett.
8
Ja, vi elsker dette landet,
som det stiger frem,
furet, værbitt over vannet,
med de tusen hjem.
Og som fedres kamp har hevet
det av nød til seir,
også vi, når det blir krevet,
for dets fred slår leir.
Vertaling:
1
Ja, wij houden van dit land,
zoals het oprijst,
ruig, verweerd, uit het water,
met de duizend huizen.
Hou, hou van het en denk
aan ons va' en moe',
en de sagenacht die neerdaalt,
Moge we dromen op onze grond.
En de sagenacht die neerdaalt,
Moge we dromen op onze grond.
2
Dit land Harald redde
met zijn kamperaad
dit land Håkon verdedigde
met Øyvinds epen;
Olav schilderde op dat land
het kruis met zijn bloed
de grootse Sverre sprak
Rome tegemoet.
3
Landbouwers slepen hun bijlen
waaruit een leger kwam,
Tordenskjold bliksemde langs de kust,
zodat het (leger) huiswaarts ijlde.
Vrouwen zelf stonden recht en streden
alsof ze mannen waren;
anderen konden slechts huilen,
maar het kwam weder terug!
4
Blijkbaar waren we niet met velen,
doch vielen wij dapper aan naar voor,
toen w' enkele keren werden geproefd (op de proef werden gesteld),
en het op spel stond;
lieten we 't land liever branden
dan het ten val komen zou;
weet alleen nog wat geschiedde
op naar Fredrikshald!
5
Harde tijden die wij geduld hadden,
verstoten werden zij tot slot;
maar in d' hoogste nood een gevochten (geblauwoogde)
vrijheid werd geboren voor ons.
Het gaf de vaderkracht te torsen
hongersnood en oorlog,
het gaf de dood zelf zijn eer -
en het kwam tot 'n (ver)gelijk.
6
De vijand gooide zijn wapens neer,
op met het visier,
wij wonderl'k naar hem (de vijand) haastten,
omdat hij onze broer was.
Getrokken bovenop de stand van schaamte
gingen we 't zuiden aan;
nu wij staan als drie broers samen,
en zo het wezen moet (zal)!
7
Noorse man in huis en hut,
dank uw Grote God.
Hij zal het land beschermen,
zelfs al zag 't donker uit.
Alles waar ons' vaders voor vochten,
moeders voor weenden,
heeft de Heer volbracht,
zodat wij wonnen ons recht.
8
Ja, wij houden van dit land,
zoals het oprijst,
ruig, verweerd, uit het water,
met de duizend huizen.
En zoals onze vaders' strijd gehev'n heeft,
Dat van nood naar zegen,
ook wij, wanneer het wordt verlangd,
strijden voor dees vreed.